# Stefanie Kunckler
Stefanie Kunckler (* 1979 in Brugg AG) ist eine Schweizer Jazzmusikerin (Kontrabass, Komposition).

## Leben und Wirken
Kunckler wuchs im ländlichen Dorf Birr als Tochter eines Klavierlehrers auf und lernte schon früh Klavier spielen, später auch Gitarre und E-Bass, bevor der Kontrabass ihr Hauptinstrument wurde. In Zürich hatte sie Unterricht bei Tobias von Glenck und begann 2003 den Vorkurs an der Zürcher Hochschule der Künste bei Christoph Sprenger; ihr Studium in Jazz-Kontrabass an der ZHdK bei Dominique Giros, Christoph Sprenger, Rätus Flisch und Andreas Cincera schloss sie Mitte 2009 ab.
Seitdem arbeitete Kunckler als  Kontrabassistin und Komponistin im Bereich Jazz, Weltmusik, Folk sowie der Theater- und Filmmusik. 2016 gründete sie das Projekt Ymonos, für das sie eigene Kompositionen schrieb. Nach ihrem Debütalbum Le jour avec les yeux fermes (Unit Records), das 2017 entstanden war, erschien 2020 mit ihrer Gruppe Ymonos das Album Amateur, an dem Raphael Ochsenbein (Akkordeon), Phillipp Hillebrand (Bassklarinette) und Marcio de Sousa (Schlagzeug) beteiligt waren. Rolf Thomas schrieb in Jazz thing zu ihrem Album Amateur, mit Bassklarinette und Akkordeon sei Kuncklers Quartett ungewöhnlich besetzt, was ihren Klang ziemlich schwerelos erscheinen lasse; so entstehe ein „transparenter Sound und die Musik zwischen Drama und Romantik“. 2022 folgte mit Ymonos (coproduziert von Radio SRF 2 Kultur) die EP La sortie bleue. Des Weiteren nahm sie mit dem Sänger Severin Oswald (Planer / Oublier) auf. Kunckler lebt als freischaffende Musikerin in Zürich.

## Diskographische Hinweise
- Le jour avec les yeux fermes (Unit), mit Philipp Hillebrand, Raphael Ochsenbein, Thomas Lüscher, Marius Peyer, Karin Meier
- La Sortie bleue (2022), mit Philipp Hillebrand, Raphael Ochsenbein, Demian Coca, Marcio de Sousa